# Balıkesirspor Kulübü
O Balıkesirspor Kulübü (mais conhecido como Balıkesirspor) é um clube profissional de futebol turco com sede na cidade de Baliquesir, capital da província homônima, fundado em 7 de agosto de 1966. Disputa atualmente a Segunda Divisão Turca.
Suas cores oficiais são o vermelho e o branco. Manda seus jogos no Balıkesir Atatürk Stadyumu, com capacidade para 15,800 espectadores.

## Títulos
- Segunda Divisão Turca (1): 1974–75
- Terceira Divisão Turca (2): 1992–93 e 2012–13

### Campanhas de Destaque
- Vice–Campeão da Quarta Divisão Turca (1): 2009–10
- Vice–Campeão da Segunda Divisão Turca (1): 2013–14

## Elenco
- Atualizado em 15 de junho de 2021.

Legenda
- : Capitão
- : Lesão

## Jogadores notáveis
- Fuat Seyrekoğlu
- Can Cangök
- Kazım Ergül
- Mesut Dilsöz
- Emre Aşık
- Egemen Korkmaz
- Olcan Adın
- Ali Öztürk
- Muhammet Reis
- Kwame Karikari
- Lalawélé Atakora
- Andrija Vuković